# Houston
Houston (uitspraak: /ˈhjuːstən/ hjuuwstun) is de grootste stad van Texas in de Verenigde Staten van Amerika. De stad ligt aan de Golf van Mexico. Gemeten naar aantal inwoners is het de vierde stad van de VS en de grootste aan de Golfkust. Houston ligt in Harris County, qua inwonertal de op twee na grootste county van de VS. Houston zelf telt zo'n 2 miljoen inwoners, met een stedelijke agglomeratie van 6 miljoen inwoners.

## Geschiedenis
De stad is in 1836 gesticht door John Kirby Allen en Augustus Chapman Allen. Zij werd vernoemd naar de populaire generaal van de Slag bij San Jacinto, Sam Houston, die in september 1836 werd verkozen tot president van Texas.

## Economie
Houston heeft dankzij een strategische positie ten opzichte van de aardolievelden in de Golf van Mexico een grote petrochemische industrie. Verder is het Houston-scheepskanaal een van de drukste waterwegen van de VS. Het zorgde voor een grote industriële groei van de stad. Ook zijn er in Houston talloze hoofdgebouwen van grote ondernemingen gevestigd, waaronder banken en energiebedrijven.
In 1982 werd in Houston het computerbedrijf Compaq Computer opgericht. Het bedrijf hield hier altijd het hoofdkantoor, totdat het in 2002 fuseerde met Hewlett-Packard Company. Nu wordt de hoofdkantoorfunctie gedeeld met Palo Alto, Californië.

## Lyndon B. Johnson Space Center
Het Lyndon B. Johnson Space Center van NASA is gevestigd in Houston. Van hieruit worden alle missies die de NASA onderneemt, gecoördineerd. Houston is de aanspreektitel van de capcom, de enige persoon in het vluchtleidingscentrum met wie de astronauten rechtstreeks spreken. Daardoor is Houston tevens het eerste woord, dat op de maan werd gesproken. Op 20 juli 1969 sprak Neil Armstrong, de commandant van Apollo 11, de volgende woorden: "Houston, Tranquility Base here. The Eagle has landed."
De uitspraak "Houston, we have a problem" wordt vaak voor de grap gemaakt als men een of ander probleem tegenkomt. Dit is een onnauwkeurige weergave van "Houston, we've had a problem", een bekende zin die commandant Jim Lovell sprak naar aanleiding van een explosie aan boord van Apollo 13.

## Cultuur

### Musea
Veel musea in Houston zijn gelegen in het zogenaamde Houston Museum District. Enkele van deze musea zijn:
- Museum of Fine Arts
- Menil Collection
- Contemporary Art Museum
- Holocaust Museum Houston

### Onderwijs
- Awty International School: scholengemeenschap met internationaal onderwijs op basis- en highschoolniveau.

### Religie
Sinds 1959 is Houston de zetel van een rooms-katholiek bisdom en sinds 2004 van een aartsbisdom.

## Demografie
Van de bevolking, die voor 31% bestaat uit eenpersoonshuishoudens, is 9% ouder dan 65 jaar. De werkloosheid bedraagt 5,1% (cijfers volkstelling 2010).
Ongeveer 43,8% van de bevolking van Houston bestaat uit hispanics en latino's, 23,7% is van Afrikaanse oorsprong en 6,0% van Aziatische oorsprong.
Het aantal inwoners steeg van 1.697.873 in 1990 naar 1.953.631 in 2000 en 2.099.451 in 2010.
Houston heeft een grote populatie van immigranten uit Azië/Aziatische Amerikanen. In Chinatown staan veel Chinese religieuze gebouwen (Chinese tempels, Chinees-boeddhistische tempels en Chinese kerken). Een deel van de Chinezen hier is in Vietnam geboren. Houston heeft de grootste populatie van Vietnamese Amerikanen van Texas en de twee na grootste van de Verenigde Staten. Veel van deze Vietnamese Amerikanen kwamen in 2007 vanuit Zuid-Californië naar Texas vanwege de lagere levenskosten.

## Klimaat
In januari is de gemiddelde temperatuur 11,2 °C, in juli is dat 28,6 °C. Jaarlijks valt er gemiddeld 1291,1 mm neerslag (gegevens op basis van de meetperiode 1961-1990).

## Verkeer en vervoer
Houston is een belangrijk knooppunt voor de luchtvaart, het George Bush Intercontinental Airport is de op zeven na drukste luchthaven van de Verenigde Staten. Daarnaast heeft Houston nog een tweede, kleinere luchthaven: William P. Hobby Airport.
De stad omvat een groot snelwegennet, dat gebouwd is in een spinnenwebsysteem, met 7 uitstralende snelwegen en drie ringwegen (de ringweg - de Texas State Highway -99 Grand Parkway- is als laatste erbij gekomen). Noord-zuid loopt de Interstate 45 vanuit de kustplaats Galveston naar Dallas. Oost-west loopt de Interstate 10 vanaf San Antonio naar New Orleans. Daarnaast loopt de U.S. Route 59 vanuit Victoria naar Lufkin. De U.S. Route 290 komt vanaf Austin en eindigt in Houston. De twee ringwegen Interstate 610 en Texas State Highway Beltway 8 vormen een 61 respectievelijk 134 kilometer lange route om de stad. Een deel van de snelwegen in Houston zijn tolwegen, waaronder het grootste deel van de Beltway 8.
Vanwege de snelle groei van de agglomeratie Houston - tussen 2000 en 2007 groeide de agglomeratie met 913.000 inwoners - wordt het snelwegennet constant verbeterd. Opvallend veel knooppunten zijn als sterknooppunt gebouwd, en zijn vaak groots uitgevoerd met lange fly-overs. De Interstate 10 ten westen van het centrum, bekendstaand als de Katy Freeway, is tussen 2004 en 2008 van 6 - 8 naar tot 16 rijstroken verbreed, met tol- en wisselstroken. Andere snelwegen tellen ook vaak tot tien rijstroken in totaal.
In Texas is het gebruikelijk om zogenaamde frontage roads, parallelwegen, toe te passen. Dit is ook grotendeels in Houston gedaan. Ze maken geen deel uit van de eigenlijke snelweg, maar verwerken het verkeer van de snelwegen naar het onderliggend wegennet en de vele bedrijven die langs de frontage roads gevestigd zijn. De drukste snelweg is de Southwest Freeway (U.S. Route 59), die 337.000 voertuigen per etmaal telde in 2007.
Houston heeft een station op de Amtrak-lijn van New Orleans naar Los Angeles; deze lijn wordt ook wel de Sunset Limited genoemd. Sinds 2004 heeft Houston ook een lightrail-systeem met één 13 kilometer lange lijn, lopend van het universiteitscentrum in de binnenstad naar het Reliant-stadion in het zuiden. Toekomstige uitbreidingen (vijf extra lijnen) zijn gepland in een tienjarenplan.

## Sport
Houston heeft drie sportclubs die uitkomen in een van de vier grootste Amerikaanse profsporten. Het gaat om:
- Houston Rockets (basketbal)
- Houston Astros (honkbal)
- Houston Texans (American football)

Er is geen ijshockeyclub die op het hoogste niveau uitkomt. Wel speelt de voetbalclub Houston Dynamo in de Major League Soccer.

## Stedenbanden
- Bakoe (Azerbeidzjan)
- Chiba (Japan)
- Huelva (Spanje)
- Istanboel (Turkije)
- Lahore (Pakistan)
- Leipzig (Duitsland)
- Perth (Australië)
- Shenzhen (China)
- Dalian (China)
- Taipei (Taiwan)
- Tampico (Mexico)
- Tjoemen (Rusland)

## Plaatsen in de nabije omgeving
De onderstaande figuur toont nabijgelegen plaatsen in een straal van 12 km rond Houston.

## Galerij

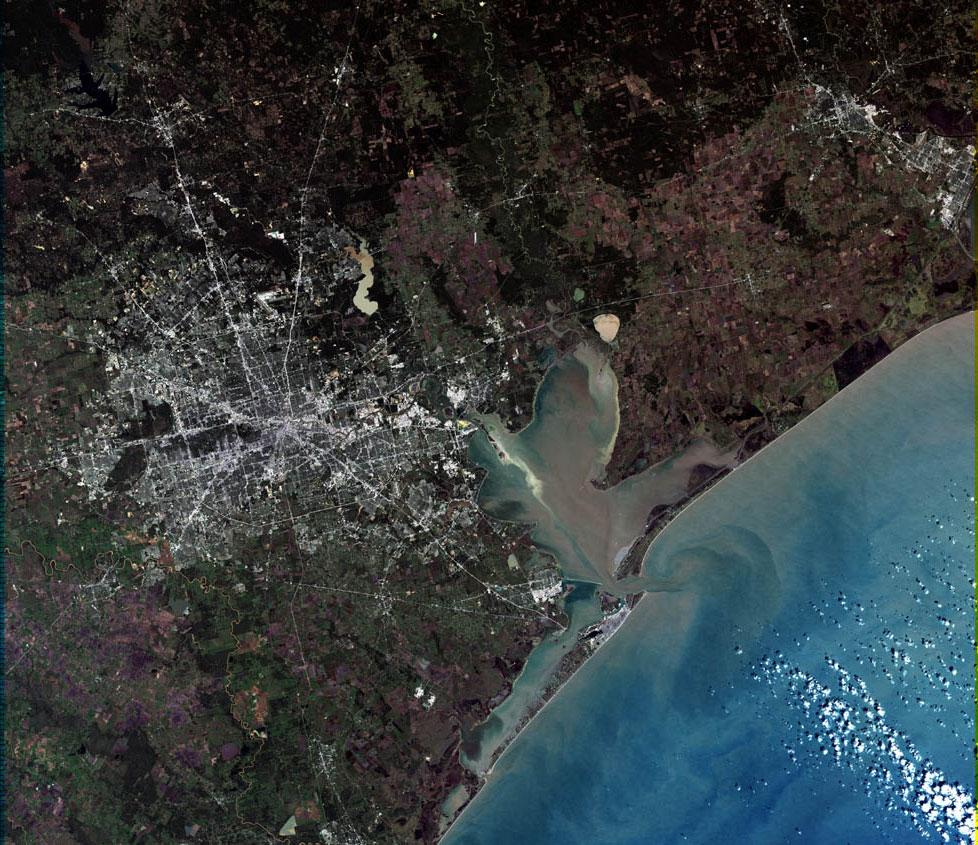
Satellietopname van Houston